# Niarchos wygodzinskyi
Espèce
Niarchos wygodzinskyi est une espèce d'araignées aranéomorphes de la famille des Oonopidae.

## Distribution
Cette espèce est endémique du département de Valle del Cauca en Colombie,. Elle se rencontre à El Saladito entre 1 900 et 2 085 m d'altitude.

## Description
Le mâle holotype mesure 1,41 mm et la femelle 1,77 mm.

## Étymologie
Cette espèce est nommée en l'honneur de Petr Wolfgang Wygodzinsky.

## Publication originale
- Platnick & Dupérré, 2010 : The Andean goblin spiders of the new genera Niarchos and Scaphios (Araneae, Oonopidae). Bulletin of the American Museum of Natural History, no 345, p. 1-120 (texte intégral).